# Hyakutake Kaneyuki

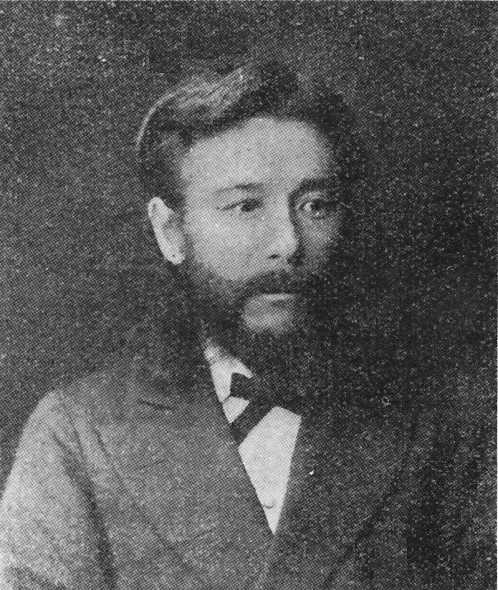
Hyakutake

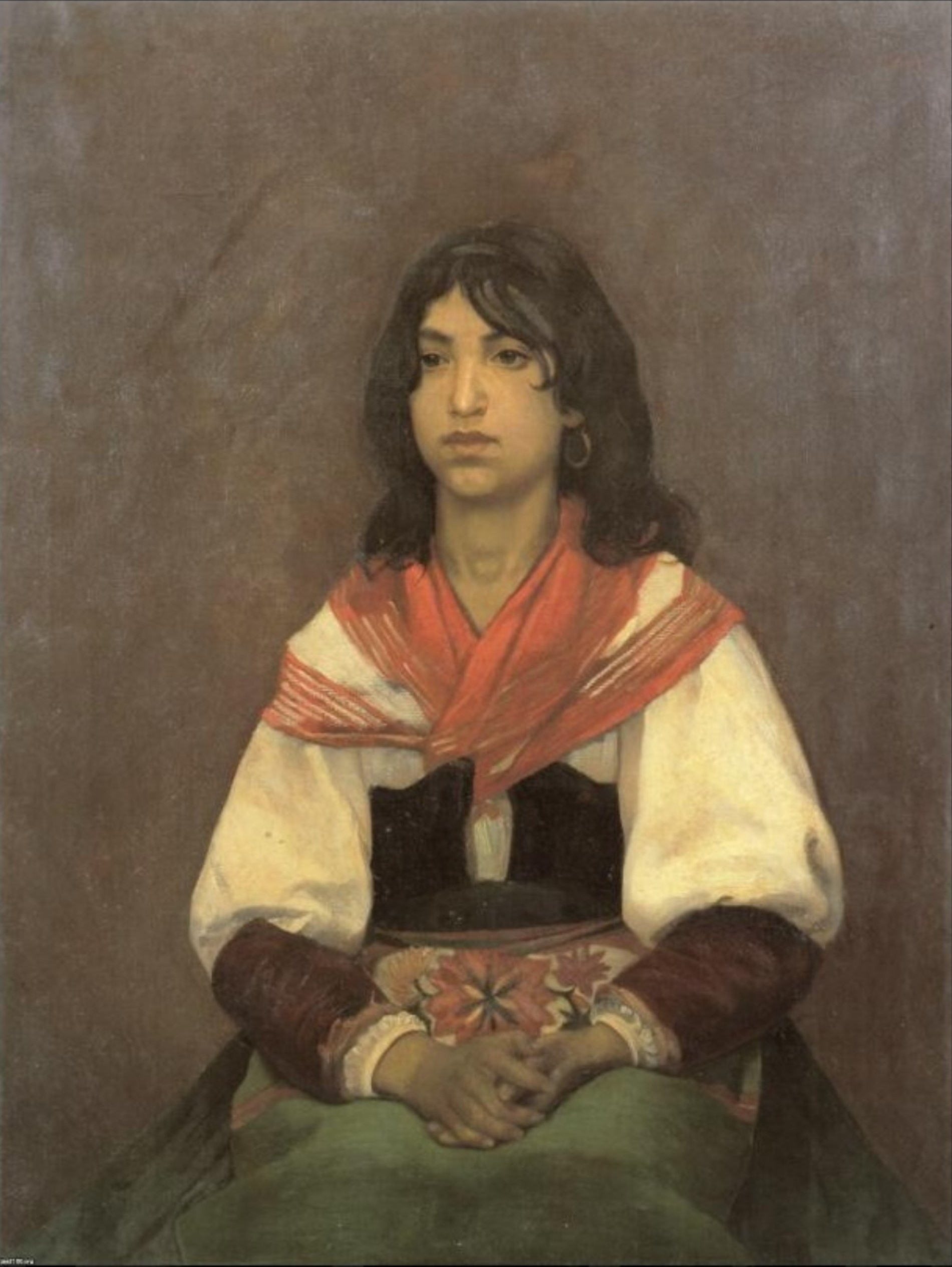
Bulgarisches Mädchen, 1879

Hyakutake Kaneyuki (japanisch 百武 兼行, Vorname gelegentlich auch Kenkō gelesen; geb. 14. Juli 1842 in Saga; gest. 21. Dezember 1884) war ein japanischer Diplomat und früher Maler im westlichen Yōga-Stil der Meiji-Zeit.

## Leben und Werk
Hyakutake Kaneyuki wurde als zweiter Sohn des höheren Samurai Hyakutake Kanetada (百武 兼貞) unterhalb der Burg Saga geboren. Sein Vater hatte verschiedene  Funktionen innerhalb der Verwaltung des Saga-han inne. Unter anderem lud er Gottfried Wagener nach Arita ein, um die Porzellan-Herstellung zu verbessern.
Im Alter von 8 Jahren wurde Kaneyuki vom 10. Fürsten (Daimyō) des Saga-han, Nabeshima Naomasa (1815–1871) als Spielgefährten für dessen vierjährigen Sohn und späteren 11. Fürsten, Naohiro (1846–1921) ausgesucht. Die beiden reisten dann zusammen mit diesem im Dezember 1871 mit der Iwakura-Mission über die USA nach England, wo er Wirtschaftswissenschaften studierte. 1874 kehrte er kurz nach Saga wegen des dortigen Aufstandes gegen die neue Meiji-Regierung zurück, nahm aber noch im selben Jahr seine Studien in Oxford wieder auf. – Dort lernte er den Maler Thomas Miles Richardson Jr. (1813–1890) kennen, bei dem er Unterricht nahm. Er konnte bald darauf in der Royal Academy mit dem Gemälde „Wesstliche Dame in japanischer Kleidung“ (日本服を着た西洋婦人, Nihonfuku o kita Seiyō fujin) erste Anerkennung ernten.
1878 begab Hyakutake sich von London nach Paris, wo er ein Jahr blieb und sich nun intensiv dem Studium der Malerei widmete. Sein Lehrer war dort Léon Bonnat. 1880 ging er als Diplomat nach Italien, wo er für einige Jahre blieb. Am Rande seiner amtlichen Tätigkeit lernte er den Historienmaler Cesare Maccari aus Siena kennen, der seinen Blick für die Antike schärfte.
1882 zurück in Japan hatte Hyakutake eine Position in der Regierung inne, erkrankte aber und starb schon zwei Jahre später. Das war ein großer Verlust für die Entwicklung der modernen Malerei in Japan.

## Bilder

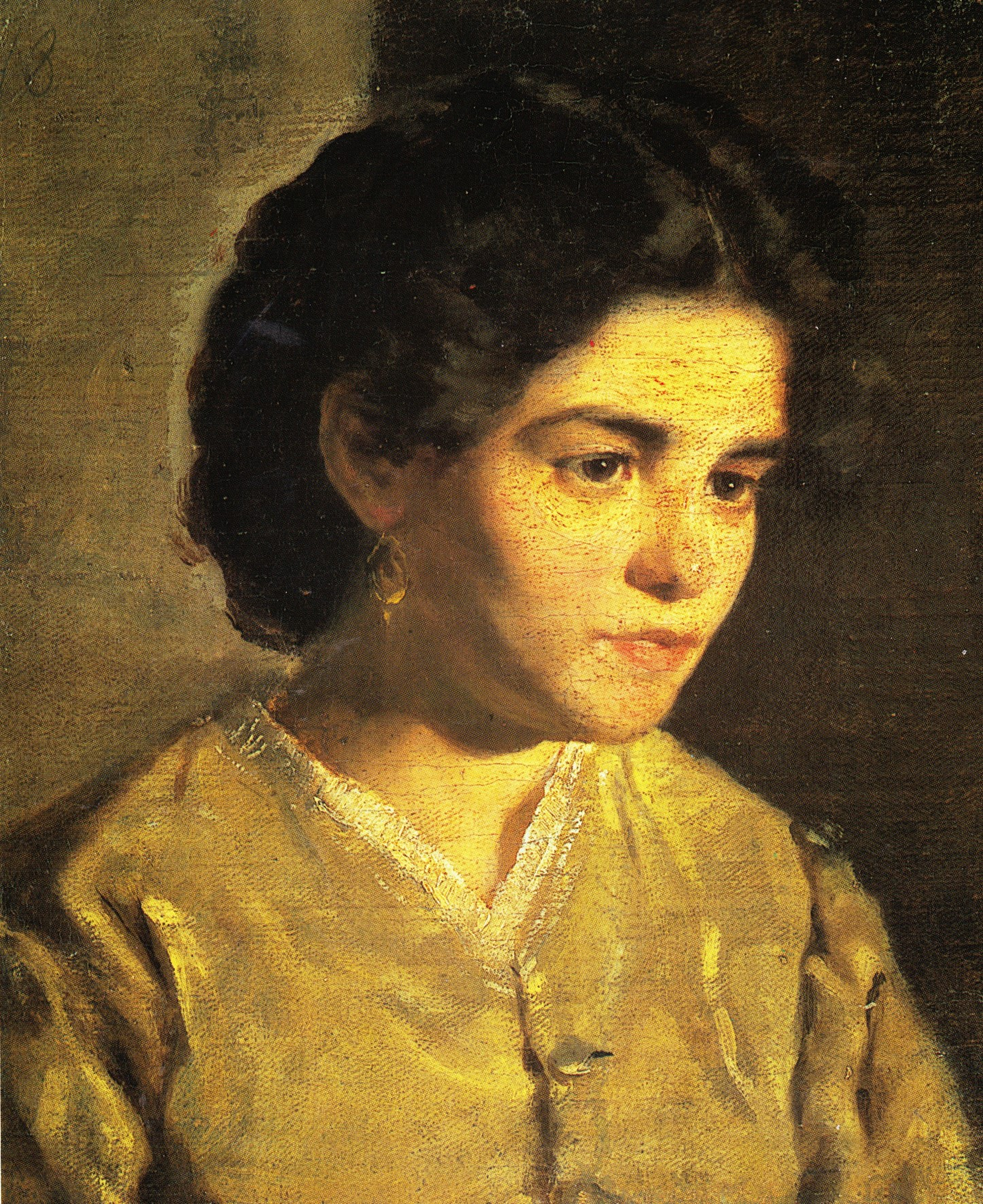
Junges Mädchen
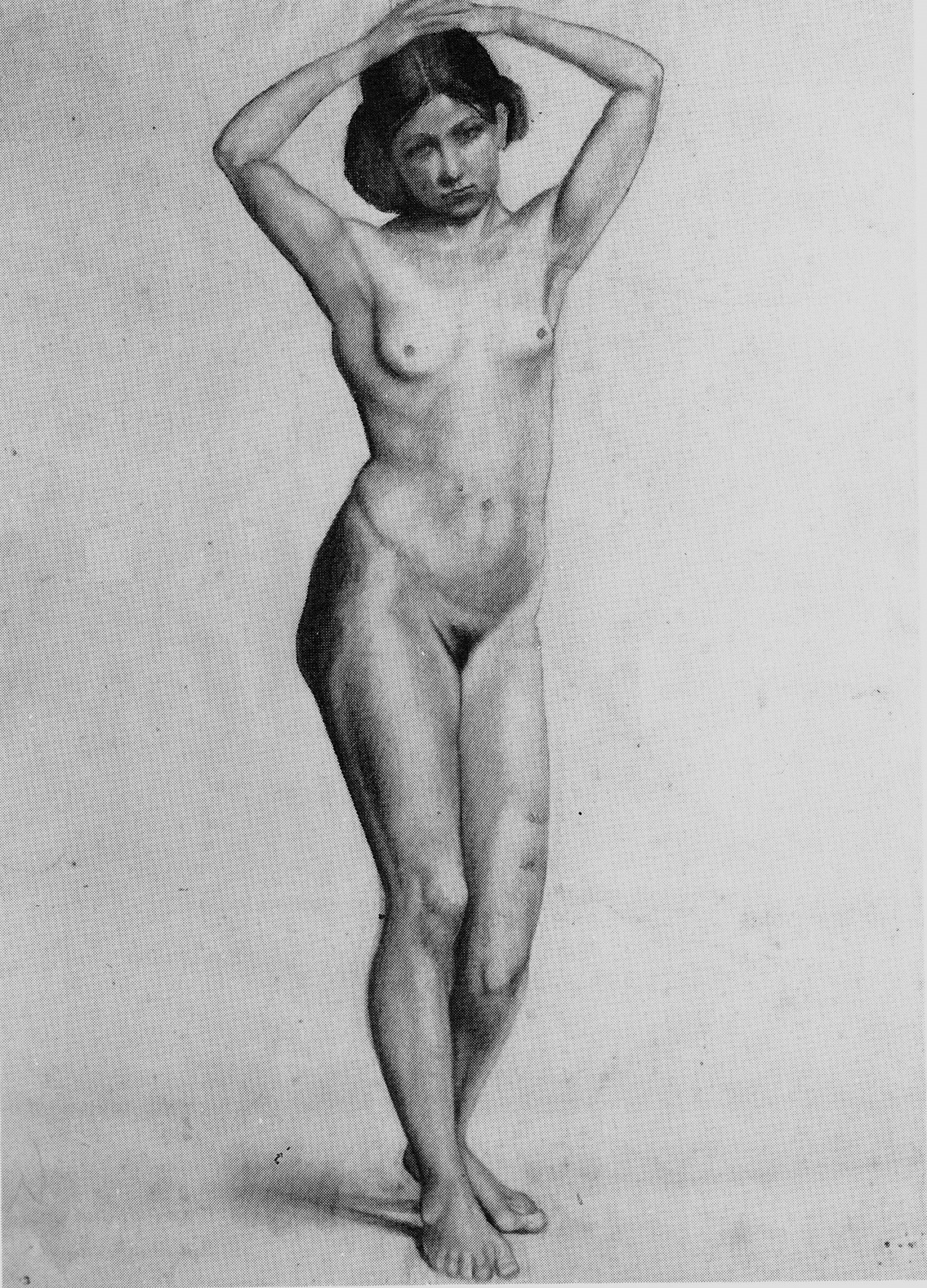
Akt, Zeichnung
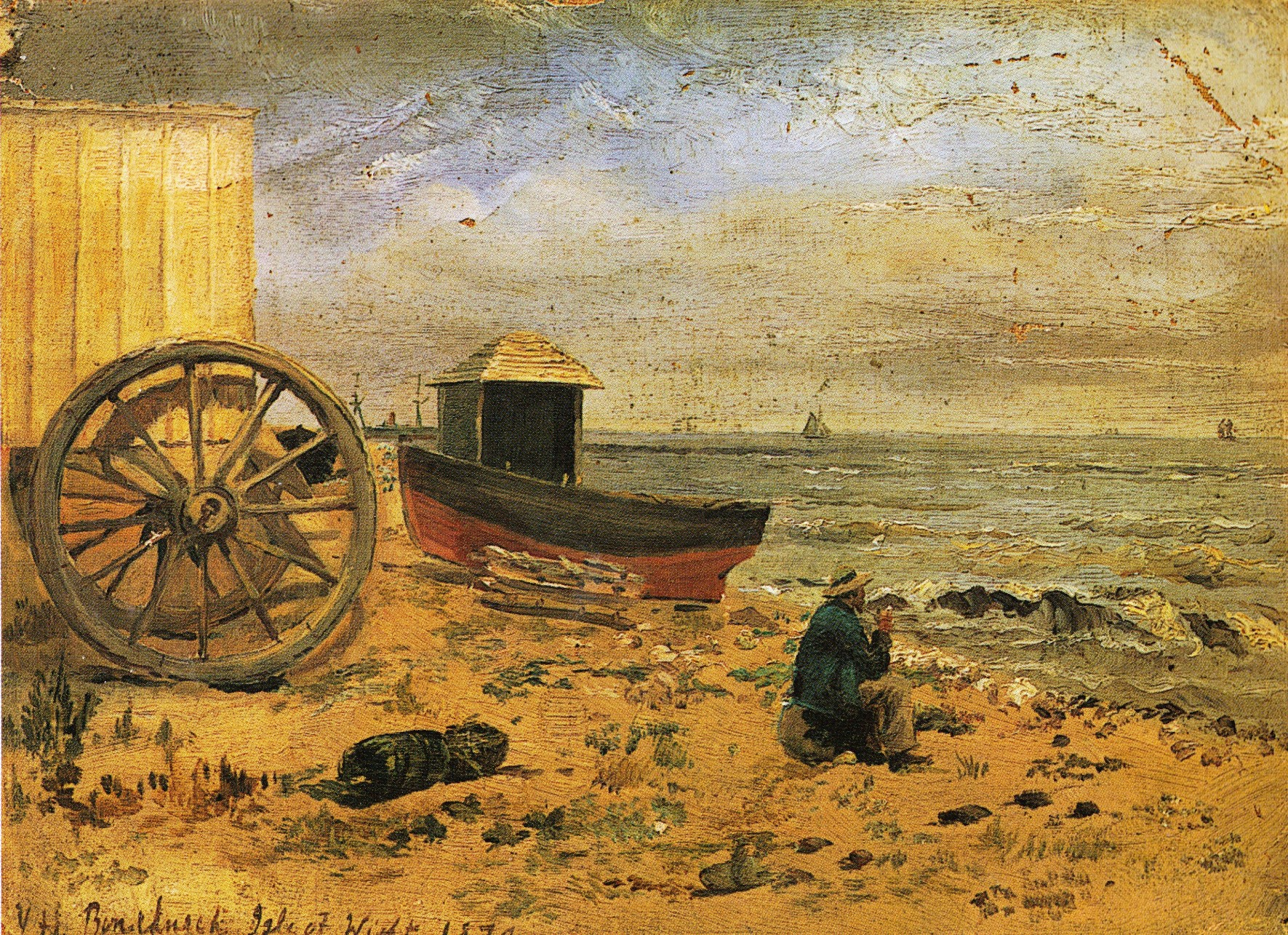
Auf der Insel Wight
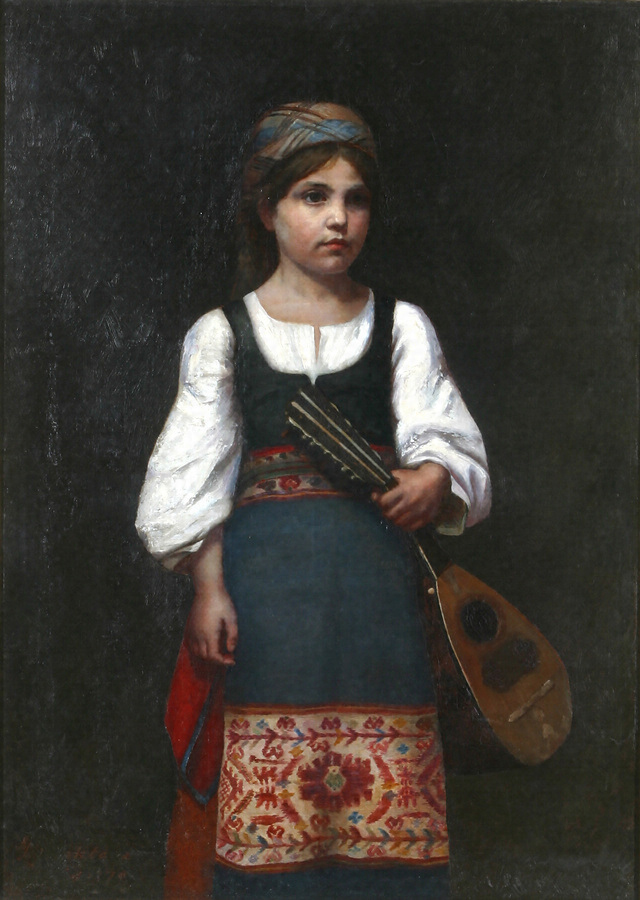
Junges Mädchen mit Mandoline[A 2]
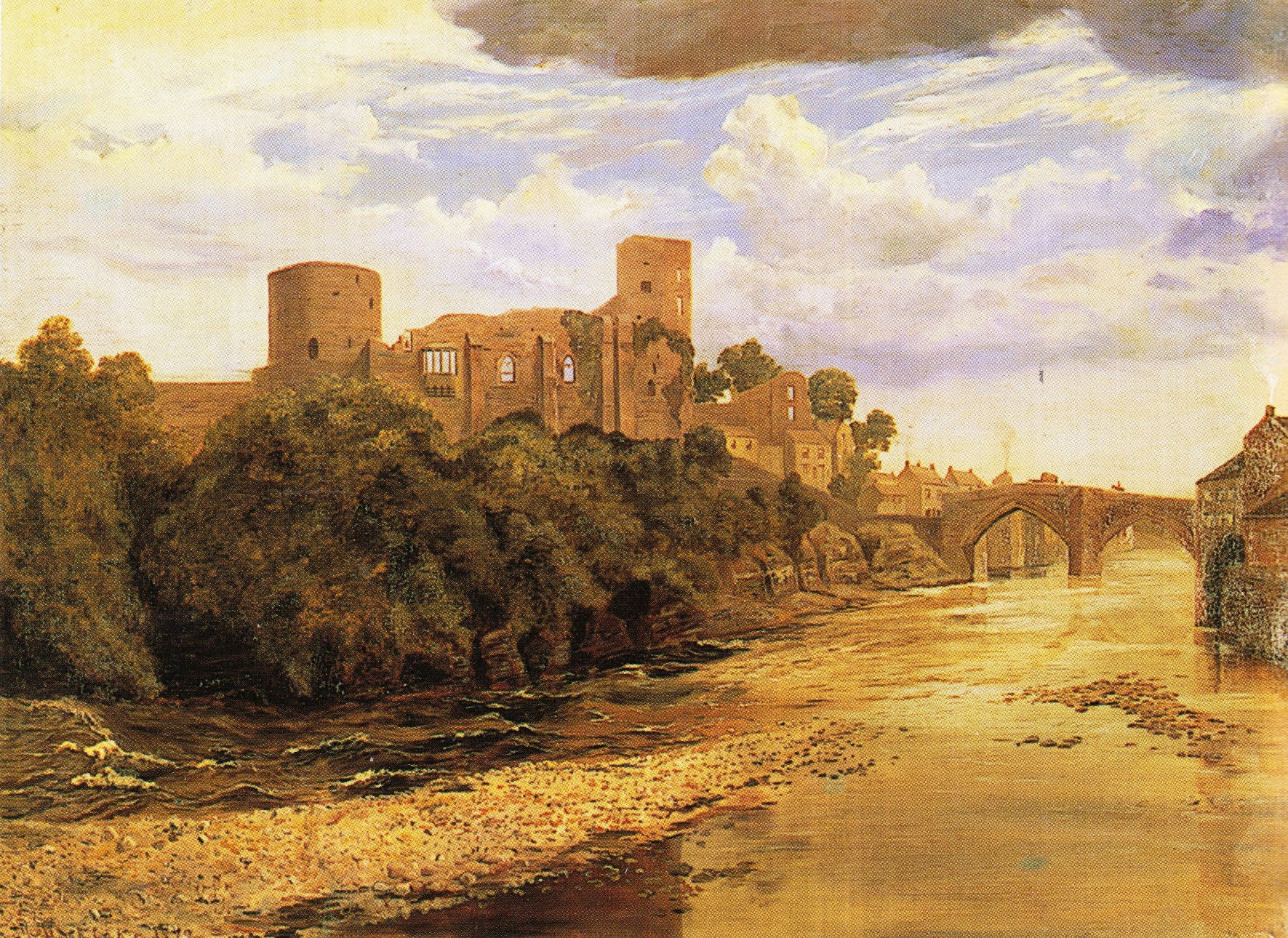
Schloss Barnard, 1878
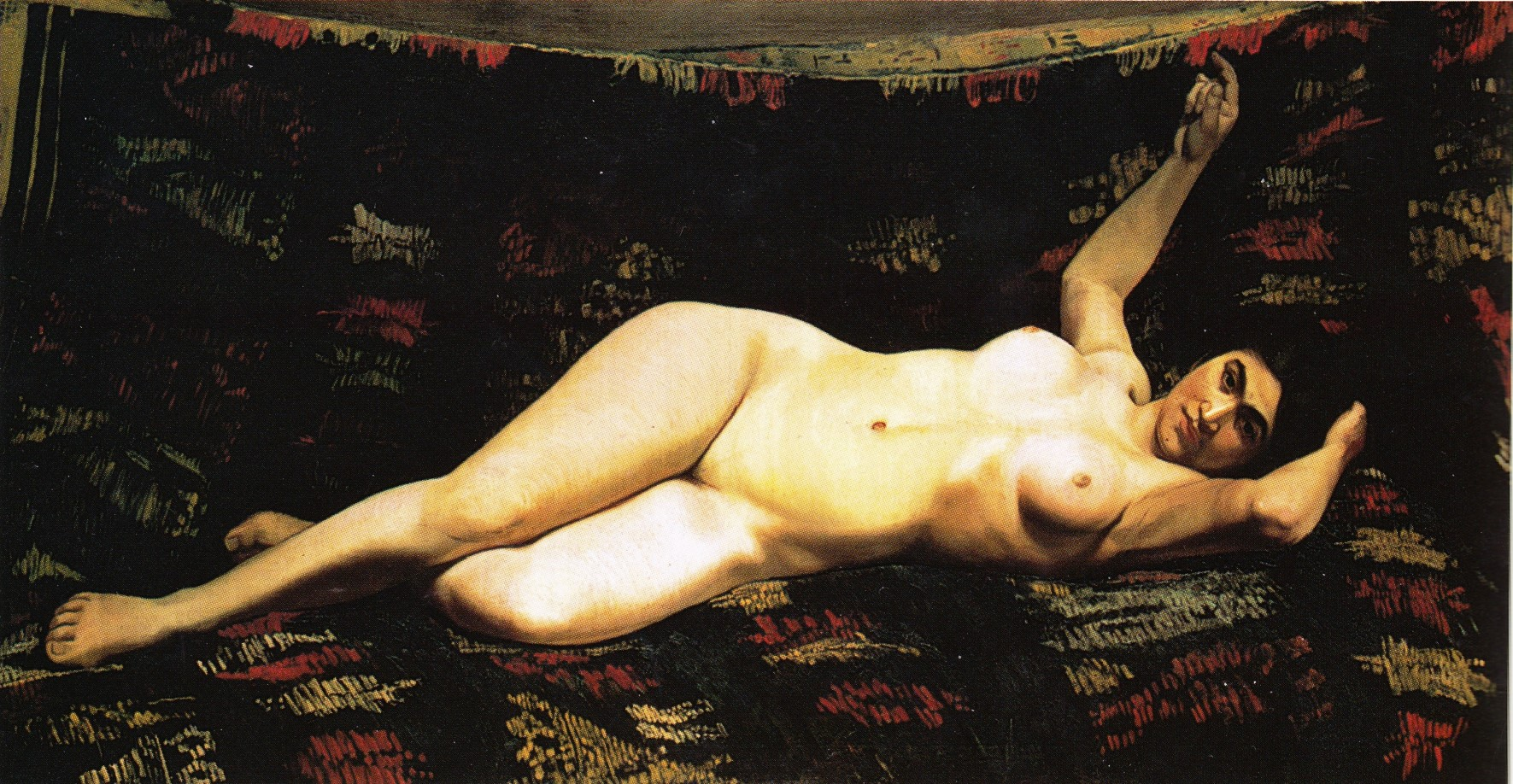
Akt
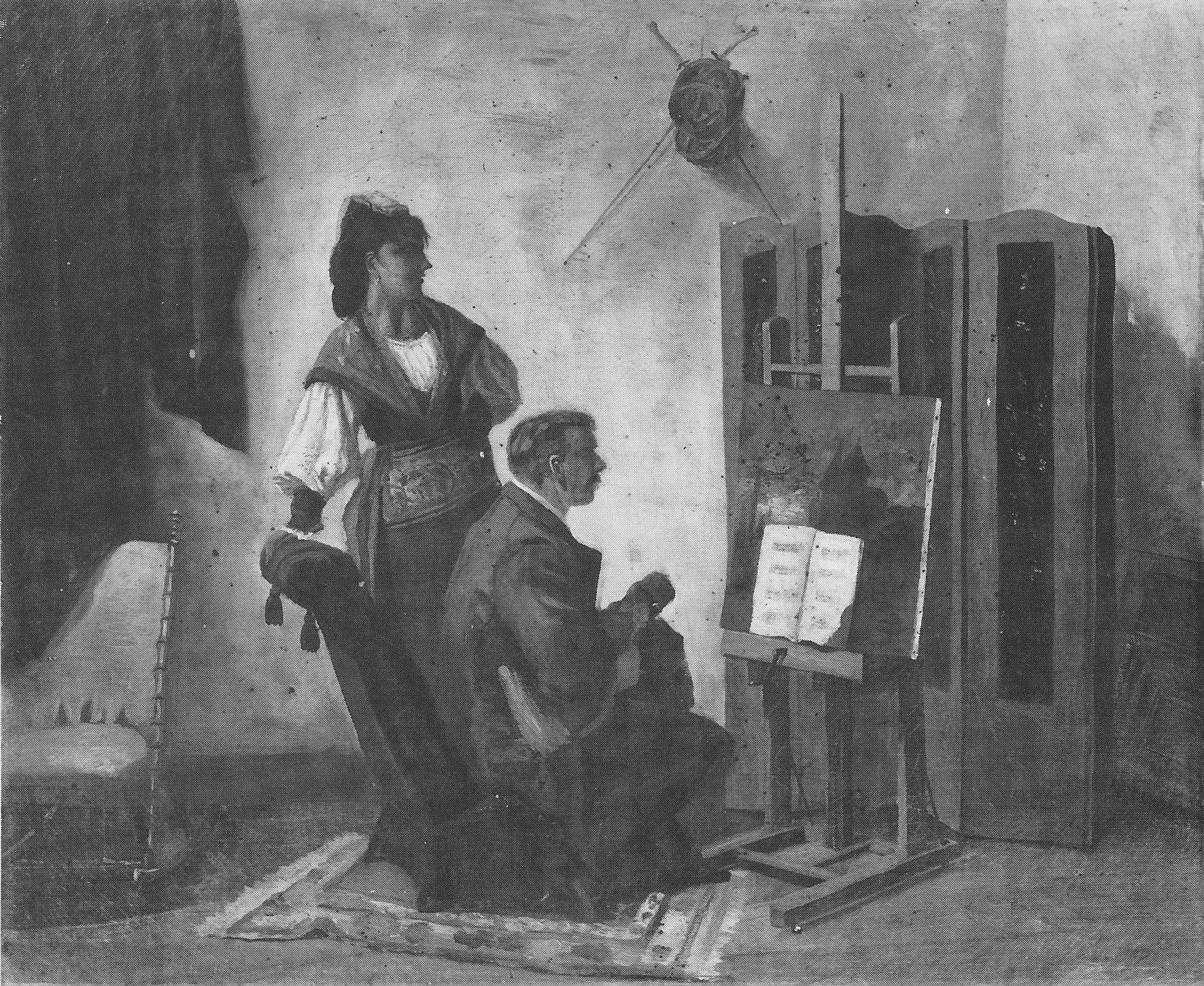
Im Atelier
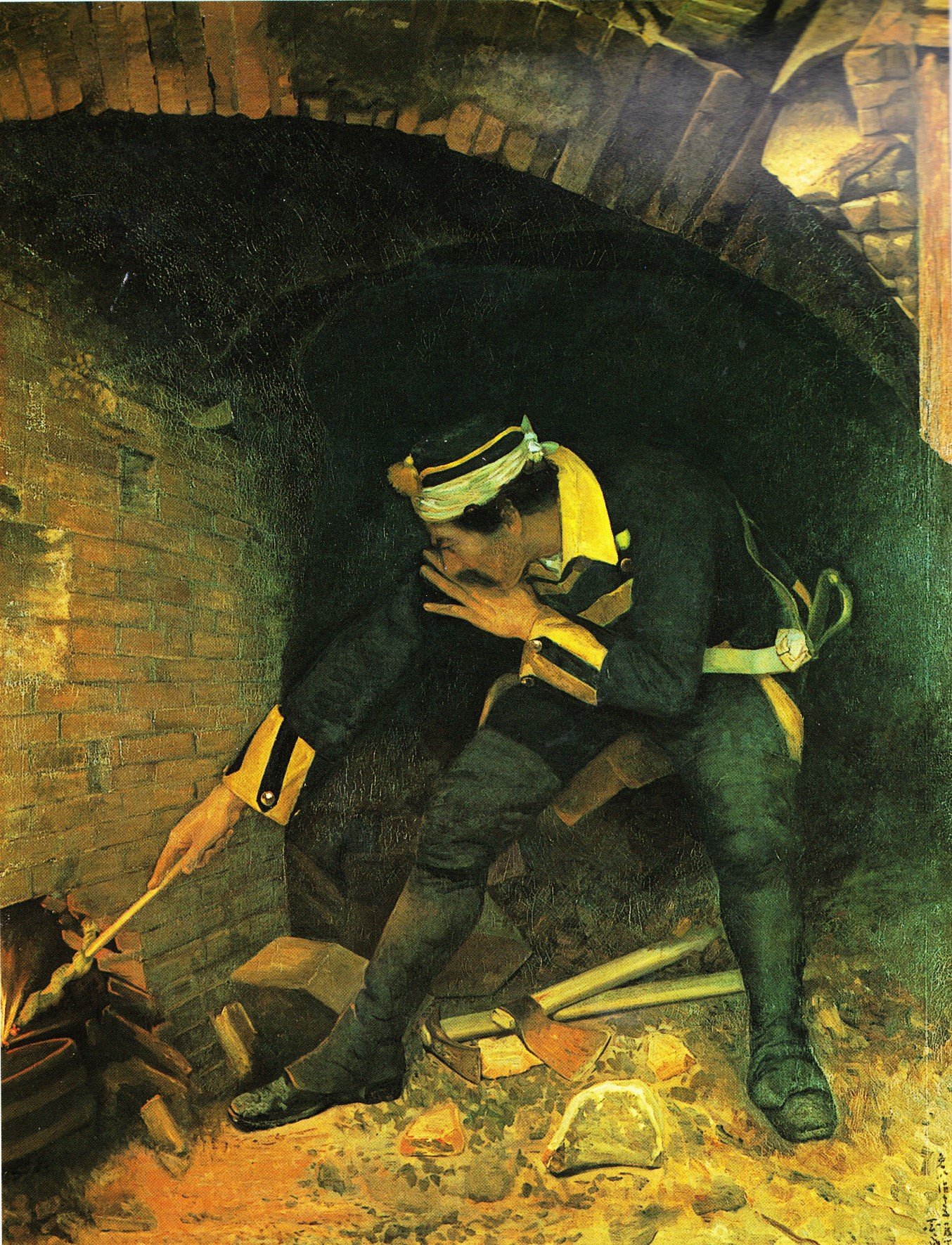
Pietro Micca zündet das Pulverfass, 1880